# Smilax brasiliensis
Smilax brasiliensis là một loài thực vật có hoa trong họ Smilacaceae. Loài này được Spreng. miêu tả khoa học đầu tiên năm 1825.